# 민둥산의 하룻밤

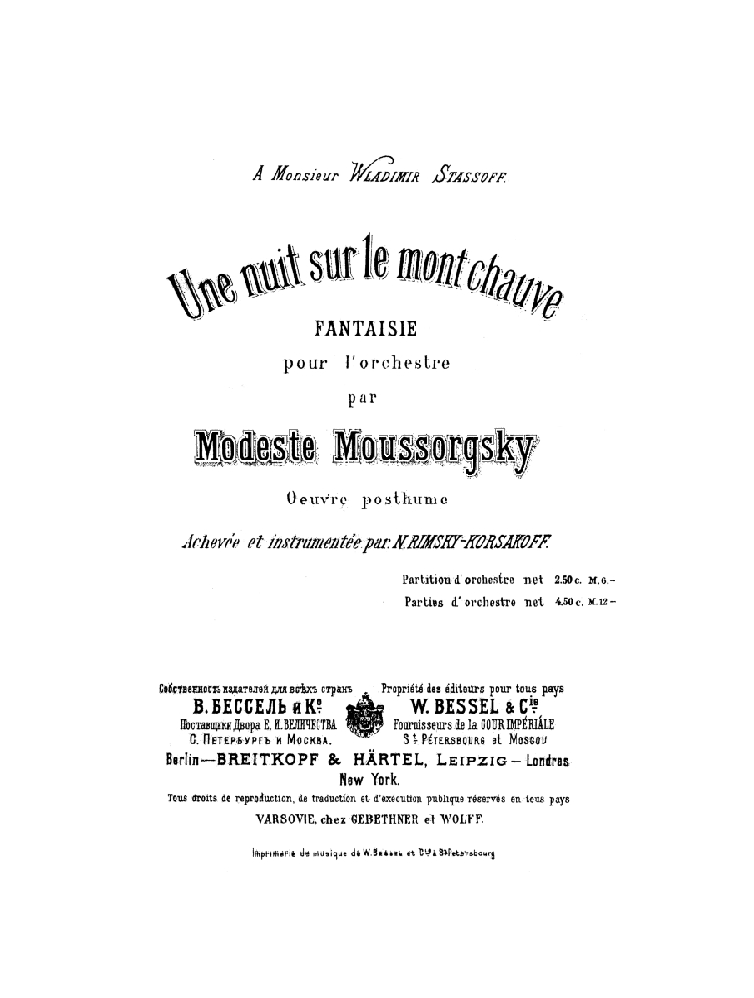
타이틀 페이지

《민둥산의 하룻밤》 또는 《민둥산에서의 하룻밤》(러시아어: Ночь на лысой горе 노치 나 리소이 고레[*])은 모데스트 무소륵스키가 작곡한 교향시이다. 니콜라이 고골의 작품에 영감을 얻어 제작되었다.
처음 1867년에 작곡, 그 뒤로 여러 차례 개작하였다. 악마들이 나타나서 이상한 술잔치를 벌이다가 새벽종소리와 더불어 악마들이 사라진다는 환상적인 장경(場景)을 묘사한 것이다. 격심한 리듬의 변화와 선명한 회화적 색채는 그의 독특한 것이다.

## 악기 편성

### 1867년판
- 목관악기: 피콜로, 플루트2, 오보에2, 클라리넷2, 바순2
- 금관악기: 호른4, 코넷2, 트럼펫2, 트롬본3, 튜바
- 타악기: 팀파니, 큰북, 심벌즈, 탬버린, 트라이앵글, 작은북, 탐탐
- 현악기: 현악 5부, 하프

### 1886년판(림스키 코르사코프편곡)
- 목관악기: 피콜로, 플루트2, 오보에2, 클라리넷2, 바순2
- 금관악기: 호른4, 트럼펫2, 트롬본3, 튜바
- 타악기: 팀파니, 큰북, 심벌즈, 탐탐, 종
- 현악기: 현악 5부, 하프